# Буррарраванга, Джордж
Джордж Рруррамбу Буррарраванга (кумать George Rrurrambu Burrarrawanga); 1957, Элко — 10 июня 2007, Элко), более известный просто как Джордж Рруррамбу (кумать George Rrurrambu) или Джордж Тьилангя (кумать George Djilangya), — певец, диджеридист и фронтмен австралийской аборигенской рок-группе Warumpi Band, один из первых исполнителей аборигенской рок-музыки, активист за права коренных австралийцев.
Музыкант и политик Питер Гаррет назвал Джорджа пионером австралийской рок-музыки и поставил его в один ряд с группами Rolling Stones и INXS. ABC News прямо назвали Буррарравангу «отцом аборигенского рока».

## Биография

### Ранняя биография
Джордж родился в общине йолнгу под названием Каливинку (англ. Galiwinku) на острове Элко, на востоке Арнем-Ленд Северной территории.
В конце 1970-х годов Джордж переехал в общину Юиндуму, населённую народом вальбири. Там он поженился с Фелисити Робертсон и выучил язык вальбири. В соседней общине, Папуня, Буррарраванга встретил своего зятя, луритя Сэмми Тяпанангка Бутчера, а также его брата, Гордона, и викторианского школьного учителя, Нила Мюррея. Название группы, Warumpi, заимствовано из языка луритя и означает «место снов медовых муравьёв».

### Музыкальная карьера
После выпуска в 1983 году первой рок-песни на австралийском языке (луритя), Jailanguru Pakarnu, Джордж добился славы на австралийском континенте и начал внутренний и международный тур, посетив в том числе Вануату, Соломоновы острова и Папуа — Новую Гвинею.
В 1987 году группа выпустила песню My Island Home, выигравшую в 1995 году награду «песня года» на Австралазийской правовой ассоциации. Текст написан Нилом Мюрреем про родной остров Джорджа, Элко.
В составе группы Джордж выступал на WOMADelaide, Международном фестивале искусств в Мельбурне, Adelaide Fringe, Stompen Ground, Фестивале традиционных культур Гарма. В 2000 году Нил Мюррей ушёл из группы и продолжил свою собственную сольную карьеру. После развала группы, Джордж начал сольную карьеру.
В 2004 году Джордж выпустил первый сольный регги-альбом, Nerbu Message. В альбоме также была переведённая на родной язык, кумать, песня My Island Home.
В начале 2007 года тяжело заболел и в марте отправился на родной остров, Элко. Джордж умер 10 июня 2007 года от рака лёгкого на родном острове Элко на востоке Арнем-Ленд Северной территории в возрасте 50 лет в окружении семьи. Тогда же прошла традиционная церемония народа кумать (англ. Gumatj), почтившей память умершего певца.